# Johanna Calle
Johanna Calle (Bogotá, Colombia 1965) es una artista colombiana.
El arte de Calle involucra los siguientes temas: Arte latinoamericano, Región de los Andes (Bolivia, Colombia, Ecuador, Perú, Venezuela), urbanización, minimalismo político, La ciudad, lenguaje, mujeres artistas, Género, trabajo en papel, Repetición, Patrones, Globalización.

## Vida y educación
Johanna Calle nació en 1965 in Bogotá, Colombia.

"It’s just art. I only aspire to be an artist with no labels and classifications either. I just create art and that’s all. The others are people who try to put you or your work in a classification. I define myself as a female artist and from that point I start my definition"
"Es sólo el arte. Solo aspiro a ser un artista sin etiquetas y clasificaciones tampoco. Solo creo arte y eso es todo. Los otros son personas que intentan ponerte a ti o a tu trabajo en una clasificación. Me defino como una artista femenina y desde ese momento empiezo mi definición"
Johanna Calle

Estudió artes visuales en el programa Talleres Artísticos de la Universidad de los Andes en Bogotá de 1984 a 1989, donde obtuvo su licenciatura en Arte. En 1993, obtuvo su Maestría en Artes de la Chelsea Universidad de arte y diseño en Londres. Actualmente vive en Bogotá y está casada con el anticuario Julio César Pérez Navarrete, quien también es comprador de archivos fotográficos y documentales. Él la ayuda a investigar y colabora en varios de sus proyectos.

## Carrera y trabajo
Calle originalmente comenzó a trabajar con la pintura al óleo tradicional, pero decidió dedicar su trabajo al dibujo en 1994. Ahora trabaja principalmente con el dibujo y explora el uso de la línea y sus posibilidades dentro de su arte. Calle utiliza una paleta reducida en blanco y negro. Utiliza el dibujo para experimentar con muchos otros materiales, como texto impreso, letras, aluminio, alambre, cobre, hierro y tela. También experimenta con diferentes técnicas como coser o tejer sobre lienzo, pirografía, dactilografía, collage y máquina de escribir.
Hay un motivo recurrente que se produce en su trabajo del colapso del orden y la subversión de la red. Ella juega con yuxtaposiciones en su trabajo como lo abstracto y lo figurativo, legible e ilegible y el significante y el significado.
Los conceptos de Calle usualmente se enfocan en asuntos concretos de la vida cotidiana colombiana pero a menudo tienen un mensaje universal. Algunos de los temas que cubre son los roles de género, la violencia, el abuso, la desnutrición, la pobreza, los temas ambientales, la urbanización y la comunicación.  El trabajo de Calle es delicado y conmovedor cuando se trata de temas especialmente pesados. A pesar de que sus ideas surgen de los problemas observados en Colombia, a menudo tienen un contexto global más amplio y se relacionan con muchos países en diferentes niveles.
Algunos de los proyectos implican la investigación de estadísticas, archivos específicos, datos policiales o incluso ciertos tipos de materiales. Por ejemplo, su proyecto Versión Oficial (2008) consistió en buscar en las cuentas oficiales emitidas por el gobierno colombiano sobre las muertes de personas en las que luego las hizo ilegibles.  Para Ple de Fotos (2012), utilizó fotos y texto de los archivos policiales de criminales sobre asesinatos e hizo las impresiones de fotos en un papel fotográfico checoslovaco de 1960.  Para su serie Nombre Propio (1997-1999), Calle realizó una importante investigación sobre los casos de abandono del Instituto para la Familia y el Bienestar Infantil. Luego, unió las caras de los niños en una especie de árbol genealógico. Ella hizo esto con la esperanza de localizar a sus padres y unirlos con sus familias. Su uso del bordado es crucial porque es un proceso lento y lento. Ese paso del tiempo está relacionado con el paso del tiempo por el que pasan estos niños para ser adoptados o siempre esperan a sus padres.
El alambre es un material integral para muchos de sus proyectos y Johanna lo usa a menudo junto con el dibujo. Es una forma de línea más dimensional y puede comunicar ciertas cosas que el simple dibujo no puede. Su proyecto Letargia (2001) es una serie de retratos que se crean al doblar el cable, adjuntarlo a un tablero y luego encerrarlo dentro de la caseína. Luego se lija la caseína para revelar los retratos suaves y de ensueño que se encuentran dentro. Los rostros en el interior parecen distantes y soñadores, representando un estado de estar entre la vida y la muerte. Estas ideas se relacionan con una historia oscura que tiene Colombia de disponer cuerpos en los ríos, sus caras flotando y rodando en la superficie. Obra Negra (2008) también usa cable, pero para indicar la escasez y la pobreza con la que viven las personas a las que se refiere. El alambre se usa en realidad como un material improvisado para construir las humildes casas de los pobres. El proyecto es una serie de dibujos de alambre de las casas inestables de los pobres. Hay personas dentro de las casas, pero también parece que al mismo tiempo llevan el peso de ellas en sus espaldas. Existe una ambigüedad entre si están o no atrapados dentro o se quedan voluntariamente. Submergentes (2010-2011) es un proyecto que utiliza malla galvanizada y letras y tinta para crear escenas de personas entre cables doblados y distorsionados y números aleatorios. El desempleo y la disminución del poder económico están afectando a los hombres y por lo tanto a sus familias. Las personas se ven obligadas a desafiar los roles de género y el comportamiento masculino a medida que se modifican. El cable roto representa la sociedad rota, los roles de género y la importancia del cambio. Otro proyecto sobre factores económicos, pero desde una perspectiva diferente, es Imponderables (2009-2010). También utiliza piezas de alambre fragmentadas, rotas y distorsionadas en una estructura en forma de cuadrícula que es una referencia a los libros de contabilidad anticuados. Ella dice: "Estos aluden a un orden económico que se ha alterado, que nunca se restaurará a su forma original ..." Una vez que se ha distorsionado la cuadrícula de contabilidad, también lo han hecho los números que contenía. Por lo tanto, el orden económico que tanto las pequeñas como las grandes empresas se esfuerzan por mantener. Wire es un material fuerte, pero moldeable, que lo hace interesante en el contexto de la sociedad, la economía y la cultura porque estos aspectos siempre están en constante cambio.
Las plantas y el medio ambiente también son ideas centrales para muchos de sus proyectos. Su proyecto Perspectivas (2013) comentó sobre temas de hábitats ambientales, así como problemas sociológicos dentro de Colombia y otras partes del mundo. Colombia es rica en biodiversidad, aves y reptiles en particular. Pero cada año, siete millones de animales tienen sus hábitats limpiados ilegalmente y se envían y se venden en todo el mundo por un estimado de $ 40 millones.  Calle demostró este colapso de hábitat y libertad aplastando jaulas de pájaros. El proyecto fue impulsado por su viaje a Vietnam, donde notó similitudes en la destrucción del bosque y el hábitat. Dentro del proyecto, también hay una yuxtaposición "del hecho de que millones de personas también están excluidas de la posibilidad de tener un hogar debido a la sobrepoblación, como resultado de la tierra convertida en inhabitable por un sistema injusto de especulación de la tierra".  Esto se relaciona con su proyecto Perímetros, donde creó formas de un árbol nativo a México escribiendo en papel de libros del libro mayor colombiano. Se utilizan como archivos escritos a mano de la propiedad. Dominos (2011) es similar a Perímetros, ya que también se crea al escribir texto con una máquina de escribir en papel. Ella usa viejos libros de registro de cuenta para el papel. Las fuerzas armadas ilegales estaban desplazando y moviendo a la gente y su tierra fue reasignada de manera visible. Este proyecto trata sobre su pérdida de medio ambiente y estabilidad. Existe una yuxtaposición dentro de estos proyectos porque un árbol es un objeto fuerte y estable y el papel del que se crea es una versión frágil y endeble de su origen.
Se cita a Johanna diciendo: "Para mí, el medio de dibujo es igual a un idioma, un idioma que se adapta constantemente".  Su interés por el lenguaje y la comunicación es evidente y prominente en sus obras. Chambacú Albalá (2007) es una serie de dibujos relacionados con la lengua árabe y la ornamentación morisca. Las cadenas de palabras y frases en formas geométricas islámicas se refieren al hecho de que una gran cantidad de palabras en español tienen un origen árabe. Dentro de estos diseños geométricos hay fallas y desigualdades y muestra que incluso dentro de ideas aparentemente racionales y ordenadas, hay anormalidades. Las cosas han cambiado con la mezcla de las culturas. Johanna también dice que el uso del texto en su trabajo no es puramente estético. Ella está interesada en cómo el texto y las palabras se relacionan con cosas como la discriminación lingüística de género, dialectos, nombres, jerga, etimología y lenguas indígenas.  Intemperie (2012-2013) es un proyecto que involucra la representación fonética inconexa de las lenguas indígenas colombianas, lenguas que no tienen una forma escrita. El texto mecanografiado que utiliza explora los temas del cambio climático y la alteración de los ciclos, pero en general, el proyecto muestra la importancia de la palabra y el testimonio. Una serie similar Lluvias (2013) consta de 97 dibujos que también tratan la pronunciación fonética de las lenguas indígenas. Ella cree que nuestra dependencia de los estudios antropológicos, etnográficos y semióticos de los equivalentes de los sonidos indígenas está relacionada con la intensidad, la frecuencia y los efectos en la vida silvestre como las plantas y los ríos. Y su libro recientemente publicado Abecé (2012) también trata sobre el lenguaje al repetir cada letra del alfabeto de diferentes formas y formas. Solo hay una letra en un dibujo, pero ella usa las 27 letras del libro. Muestra que incluso con letras distorsionadas y mutiladas, tenemos una comprensión implícita de qué es y qué significa.

## Exhibiciones
Si bien gran parte de las exposiciones individuales de Johanna Calle se concentran en Colombia y América del Sur, ha tenido varias presentaciones en países como Suiza, Vietnam y Portugal. También ha participado en muchos espectáculos de colaboración con otros artistas.

### individuales

#### 2015–2011
Silentes 1985-2015, Museo de Arte del Banco de la República, Bogotá, Colombia (2015)
Indicios, Casas Riegner, Bogotá, Colombia (2014)
Grafos, Galeria Marilia Razuk, São Paulo, Brasil (2014)
Est Art Fair, Estoril, Portugal (2014)
Frieze Art Fair, Casas Riegner, London, UK (2013)
Krinzinger Residencies, Krinzinger Gallery, Vienna, Austria (2013)
Perspectivas, Ivo Kamm Gallery, Zurich, Switzerland (2013)
Irregular Hexagon, Colombian Art in Residence (curated by José Roca), Sàn Art, HCM City, Vietnam (2012)
Recent Drawings (Curated by Adriano Pedrosa), Marilia Razuk Gallery, São Paulo, Brasil (2012)
Signos, Casas Riegner, Bogotá, Colombia (2011)
Submergentes: A Drawing Approach to Masculinities (Curated by Cecilia Fajardo-Hill), Museum of Latin American Art (MOLAA), Long Beach, US (2011)

#### 2010–2006
Perspectivas, MUZAC, Córdoba, Colombia (2010)
Contables, Zona Maco Sur, México City, México (2010)
Variaciones Dibujos, Casas Riegner, Bogotá, Colombia (2010)
Dibujos (Cuarted by Virginia Pérez-Ratton), FundaciónTeorética. San José, Costa Rica (2008)
Contables, Faría & Fábregas Gallery, Caracas, Venezuela (2007)
Laconia, IV Premio Luis Caballero, Galería Santa Fe, Planetario Distrital, Bogotá, Colombia (2007)
Chambacú Albalá, Palacio de la Inquisición, (organiza SEACEX), Cartagena de Indias, Colombia (2007)
Zona Tórrida, Casas Riegner, Bogotá, Colombia (2006)
Pretérita, Fundación Alzate Avendaño, Bogotá, Colombia (2006)

#### 2005–2001
Tangencias,  Sala ASAB, Academia Superior de Artes de Bogotá, Bogotá, Colombia (2005)
Insulas, Casa de la Moneda, Biblioteca Luis Ángel Arango, Bogotá, Colombia (2004)
Retratos, Sala COMFENALCO Antioquia, Medellín, Colombia (2004)
Entrelíneas, Exhibition of Drawings, Sala de Arte Biblioteca Luis Echavarría, EAFIT, Medellín, Colombia (2001)
Nombre propio, Alianza Colombo-Francesa, Bogotá, Colombia (2001)

## Distinciones y premios

### 2011–2006
Artista seleccionado para intervenir el Bicentennial Urna en Bogotá, Bogotá, Colombia (2011)
Emergiendo los artistas Concede Programa, Cisneros Fontanals Fundación de Arte CIFO, Miami, EE. UU. (2008)
Proyectos de solo, Arco, Madrid, España (2008)
Nominado para CIFO, Cisneros Fontanals Fundación de Arte, Miami, EE.UU. (2007)
Artista de huésped, Carreta(ajena) SEACEX España (2007)
Honorable Menciona, IV Premio Luis Caballero, Bogotá, Colombia (2007)

### 2000–2005
Nominated for IV Premio Luis Caballero, IDCT, Bogotá, Colombia (2005)
Premio I Bienal de Artes Graficas Alternativas ASAB (Academia Superior de Artes de Bogotá), Bogotá, Colombia (2005)
Mención, Salón Regional de Artistas, Ministerio de Cultura, Bogotá, Colombia (2005)
Beca Cité International des Artes, AFFA Asociación Française des Affaires Etrangeres, París, France (2001)
Premio Salón Regional de Artistas, Ministerio de Cultura, Bogotá, Colombia (2000)
Premio Ciclo Jóvenes Artistas Colombianos, Alianza Colombo Francesa y Embajada de Francia, Bogotá, Colombia (2000)

### 1992–1999
Primer premio Uniandinos a las Artes, Asociación de Egresados de la Universidad de los Andes, Bogotá, Colombia (1999)
Mención, VI Salón de Arte Joven, Colcultura, Bogotá, Colombia (1996)
Portafolio AGPA, Smurfit Cartón de Colombia (1996)
Beca, Consejo Británico, London, England (1992)